# Aplikacijsko umirovljenje
Aplikacijsko umirovljenje je poslovni običaj kojim se gasi zalihosne ili zastarjele poslovne aplikacije, a kojim se istovremeno čuva pristup povijesnim podatcima. Sljednost se obično održava radi povremenih pristupa podatcima unutar baza podataka dotične iz zakonskih ili poslovnih razloga. Umiroviti određenu aplikaciju kod organizacija koje troše više od 75% svojih proračuna za tekuće održavanje izvršnog softvera daje mogunoćst uštediti znatno novca. 
Umiroviti aplikaciju obično znači premjestiti podatke iz baze podataka umirovljene aplikacije koju će naslijediti neka druga aplikacija na neko odlagalište podataka ili arhiv kojem se može pristupiti neovisno rabeći standardne alate ili alate za poslovno obavještavanje. Kad se umirovi određenu aplikaciju, to omogućuje informatičkim odjelima u poduzećima smanjiti količinu softvera, sklopovlja i svih ostalih resursa potrebnih za održavati i voditi naslijeđene podatke. Drugi eng. izraz kojeg se rabi za umirovljenje aplikacije je application decommissioning ("povlačenje aplikacije iz službe, pogona") i application sunsetting, što bi se na hrvatski doslovno prevelo kao "aplikacijsko sumračenje".